# Men in Black (franchise)

Il logo del primo film della serie

Men in Black è una saga cinematografica basata sull'omonimo fumetto di Lowell Cunningham del tipo commedia fantascientifica. I due protagonisti sono l'Agente J (Will Smith) e l'Agente K (Tommy Lee Jones).

## Film

### Men in Black (1997)
Nel 1997 l'Agente K recluta il brillante, spiritoso e simpatico James Edwards nei Men in Black, una misteriosa agenzia segreta che si occupa di extraterrestri, James diventa l'Agente J e i due devono sconfiggere Edgar l'insetto e riportare la galassia a degli alieni che in caso contrario distruggeranno la Terra, Edgar inoltre rapisce una dottoressa, Laurel Weaver. Alla fine del film, dopo la morte di Edgar e aver riportato la galassia ai proprietari salvando la Terra, K chiede a J di neuralizzarlo per permettergli di andare in pensione, J, riluttante dato che si era affezionato a K e aveva formato in grande legame d'amicizia con lui, obbedisce, K torna alla sua vita civile e si riunisce con la sua ex moglie e Laurel diventa l'agente L, nuova partner di J.

### Men in Black II (2002)
Cinque anni dopo, nel 2002, l'Agente J, ora che l'Agente L non è più sua partner, ha neuralizzato tutti i suoi successori, a suo parere, inadatti a lavorare come Men in Black, un giorno un'aliena malvagia chiamata Serleena arriva sulla Terra per trovare la Luce di Zartha e distruggere essa e la Terra, l'unico che sappia dove si trova la Luce di Zartha e che possa aiutare a sconfiggere Serleena è K, che però è ancora in pensione e non si ricorda niente della sua vita come Man in Black, tuttavia J lo recluta e dopo aver convinto il suo vecchio amico a venire con lui lo de-neuralizza facendogli tornare completamente la memoria, i due amici quindi ritornano partner e devono sconfiggere Serleena.

### Men in Black 3 (2012)
Nel 2012 Boris l'animale, vecchio nemico dell'agente K, fugge di prigione e torna indietro nel tempo per uccidere K prima che quest'ultimo gli amputi un braccio e lo arresti, questo crea una nuova linea temporale dove K è morto da più di quaranta anni, a quel punto un'invasione dei Bogloditi, la razza di Boris, attacca la Terra, J, per salvare il suo amico e il mondo, torna indietro nel tempo, nel 1969, con sole 24 ore per fermare Boris e si allea con un giovane K e Griffin, un alieno capace di vedere tutti i futuri di ogni singola realtà o universo, alla fine J riesce a cancellare la linea temporale creata da Boris e torna nel 2012 dove si riunisce con K.

### Men in Black: International (2019)
Nel settembre 2017 iniziano i progetti per uno spin-off su un team di Men in Black con sede a Londra che sarà coinvolto in un mistero riguardante un omicidio che li manderà in viaggio per tutto il globo. Il duo di sceneggiatori Art Marcum e Matt Holloway scriverà la sceneggiatura, con F. Gary Gray (Fast & Furious 8) alla regia. Nel marzo 2018 viene annunciato che Steven Spielberg avrà il ruolo di produttore esecutivo, che vedrà come protagonisti Chris Hemsworth e Tessa Thompson nei ruoli degli Agenti H e M. A maggio, Liam Neeson si unisce al cast nel ruolo di High T, il capo della divisione inglese di Men in Black, ma alla fine si scopre che è stato compromesso da un Hive, un alieno genocida, crudele e mostruosamente pericoloso. A giugno, Kumail Nanjiani, Rafe Spall e i Les Twins entrano a far parte del cast. Il 9 luglio iniziano le riprese a Londra, in Marocco, Italia e a New York, mentre nello stesso mese viene annunciato che Emma Thompson riprenderà il suo ruolo dell'Agente O da Men in Black 3, seguita ad agosto da Rebecca Ferguson. Il 17 ottobre Hemsworth annuncia la fine delle riprese del film, la cui uscita è prevista nelle sale americane per il 14 giugno 2019.

### Film della serie in uscita

#### MIB 23
A novembre 2014 un attacco ai sistemi informatici Sony da parte del gruppo di hacker noti come Guardians of Peace rivela i piani dello studio per un crossover con la saga di Jump Street, di cui nel frattempo era in sviluppo un terzo capitolo, 23 Jump Street: la notizia venne confermata da Phil Lord e Chris Miller, registi di 21 Jump Street. Nel 2016 viene annunciato che il regista sarà James Bobin, ma da allora le notizie sul film cessano, lasciando presagire la cessazione della produzione.

#### Men in Black 4
Sia Will Smith che Tommy Lee Jones hanno espresso interesse per ritornare in un eventuale quarto episodio del franchise. Il 6 maggio 2013 la Sony ufficializza la lavorazione di Men in Black 4 a seguito di un grande successo al botteghino per il terzo capitolo. La sceneggiatura viene affidata a Oren Uziel mentre la regia tornerà probabilmente sotto l'obiettivo di Barry Sonnenfeld, già autore dei tre precedenti film. Nel giugno 2013 Will Smith durante un'intervista per la promozione del suo ultimo film After Earth ha lasciato trasparire qualche dubbio sulla sua eventuale partecipazione poiché "tre film sono sufficienti per lui". Sul suo possibile sostituto, Will non chiude le porte a suo figlio Jaden sostenendo di "essere aperto a quest'idea"..

## Altri media del franchise

### Videogioco
È un videogioco d'azione sviluppato nel 1997 dalla SouthPeak Interactive e pubblicato dalla Gigawatt Studios il 31 ottobre 1997 per Microsoft Windows. L'anno successivo il gioco fu convertito dalla Double Helix Games e pubblicato dalla Gremlin Interactive per Sony PlayStation, il 4 aprile 1998 ed è ispirato al film del 1997.

## Cast tecnico
|                         | Films                                          | Films                                          | Films                                          |
| Men in Black (1997)     | Men in Black II (2002)                         | Men in Black 3 (2012)                          |                                                |
| ----------------------- | ---------------------------------------------- | ---------------------------------------------- | ---------------------------------------------- |
| Regista                 | Barry Sonnenfeld                               | Barry Sonnenfeld                               | Barry Sonnenfeld                               |
| Produttori              | Laurie MacDonald Walter F. Parkes              | Laurie MacDonald Walter F. Parkes              | Laurie MacDonald Walter F. Parkes              |
| Sceneggiatori           | Ed Solomon                                     | Robert Gordon                                  | Etan Cohen                                     |
| Basato da               | The Men in Black, fumetto di Lowell Cunningham | The Men in Black, fumetto di Lowell Cunningham | The Men in Black, fumetto di Lowell Cunningham |
| Compositore             | Danny Elfman Will Smith                        | Danny Elfman Lance Bennett LeMar Bennett       | Danny Elfman                                   |
| Montatori               | Jim Miller                                     | Richard Pearson Steven Weisberg                | Don Zimmerman                                  |
| Editori                 |                                                |                                                |                                                |
| Compagnia di produzione |                                                |                                                |                                                |
| Distributori            |                                                |                                                |                                                |
| Durata                  | 98 minuti                                      | 88 minuti                                      | 103 minuti                                     |
| Data d'uscita           |                                                |                                                |                                                |

## Giudizio della critica
| Film            | Rotten Tomatoes | Metacritic | CinemaScore |
| --------------- | --------------- | ---------- | ----------- |
| Men in Black    | 91%             | 88%        | B+          |
| Men in Black II | 38%             | 50%        | B+          |
| Men in Black 3  | 67%             | 60%        | B+          |